# Miannay
Miannay är en kommun i departementet Somme i regionen Hauts-de-France i norra Frankrike. Kommunen ligger i kantonen Moyenneville som tillhör arrondissementet Abbeville. År 2022 hade Miannay 602 invånare.

## Befolkningsutveckling
Antalet invånare i kommunen Miannay
| Referens: INSEE |